# アフレコ
アフレコとは、和製英語の、アフター・レコーディングの略で、映画やテレビドラマなどで撮影後に、俳優の台詞（声）などの音を録音すること。
英語ではポストレコーディング（英: postrecording）、ADR（英: Automated Dialogue Replacement/Additional Dialogue Recording）、ポストシンククロナイゼーション（英: post-synchronization）などという。ポストプロダクション（撮影終了後の仕上げ作業）中に行われるのでそう呼ばれている。
アフレコ（ポストレコーディング）と対比されている概念は同時録音である。アフレコとは逆に音（台詞や音楽）を先に収録して、音に合わせて絵を描いたりキャラクターを動かすことはプレスコ（pre-scoring、プレスコアリング）といい、おもに人形劇、着ぐるみショー、アメリカのアニメーション、ミュージカル、演奏シーンなどがこの方法で制作されている。
なおハリウッド映画の制作現場ではルーピング（英: looping）と呼ばれることがあるが、本来ルーピングは群衆などのその他大勢の声を録音する作業を指す言葉であり、少し意味や指す範囲が異なる。

## 概要
アフレコ（ポストレコーディング）を行う理由はさまざまだが「撮影時に音声収録をしていない」、「音声収録をしたが、不鮮明だった」、「収録した台詞の演技が意図したものとずれていた」、「撮影後に台詞が変更された」などがある。

### 種類
映像に映っている役者本人が行うアフレコがある。
外国映画や外国ドラマの俳優の外国語の声を翻訳した日本語で録音することは吹き替えという。またアテレコと呼ぶことがある。
演技者が1人だけブースに入り収録することは「抜き録り（ぬきどり）」「別録り」「オンリー録り」という。収録時、二人以上の声が同時に重なってはいけない制約がある。

### 歴史
アフレコ日本初の16ミリ磁気フィルム録音機制作番組は1956年に日本テレビで放送されたアメリカテレビ映画『ジャングル・ジム』である。それ以前は制作側は吹き替えの録音に当たり音と画面の同調に悪戦苦闘していた。音と画面のずれが5コマ以下であれば視聴者はずれに気付かなかったため、ミキサーを素早く操作してテープの「ス」を作って誤魔化してきたが、神業にも限界があった。このような状況を改善すべく第11話の制作から16ミリ磁気フィルム録音機を導入。この録音機により、アフレコは飛躍的に進歩して行くことになる。
アフレコ初期の出演者は「アテ師」、「アテ屋」などと呼ばれていた。当時は文学座、新人会、劇団四季、テアトル・エコーなどの群小劇団は、ユニット制で出演したり舞台と掛け持ちで出演したりして重宝された。

## 収録の基本
録音当日はまず録音スタジオに出演する俳優が集合し、収録前にプロデューサーや監督、音響監督が演出方針の説明を行う。その後リハーサルを2回通して行い全体の流れを掴む、演技のすり合わせなどをしてから本番となる。
収録は映写やモニター画面を見ながら何本かのマイクを共有して行われ、スタッフは演技者がいる収録ブースとは区切って防音されたコントロールルーム（調整ブース）から指示を与える。台本通りに収録するとは限らず、収録の段階でアドリブが入ったり演技者が台詞を演じやすいように言い回しを変えることもある。
本番の収録が終わった後、NGや演者・スタッフが演技に納得いかなかった部分をおのおの録音し、一通り収録が終わる。
録音の工程はデジタル化されており、ハードディスク録音のため、ミスがあってやり直しになってもその台詞だけをリテイクするだけで済むようになっている。かつて録音テープの編集ができなかった時代にはやり直し (NG) を出すと最初から収録をすべてやり直す必要があり、本番ではたいへんな緊張感があったという。さらに遡るとテープ収録がなかった時代には生放送でアフレコを行なっていた。
デジタル録音が可能になったことにより、アフレコの合理化が進んだとされる。
松田咲實によれば吹き替えとアニメとでは録音技術や装置が異なっており、吹き替えの収録に使えるスタジオはアニメの録音スタジオより数が少ないとされる。
2020年、新型コロナウイルス感染症の影響により、ソーシャルディスタンスによる収録、アクリル板その他により、隣の人と空間をできるだけ分けるようにして収録されるようになった。また、少人数で小分けにしてアフレコを行う分散収録が多用されるようになり、感染症の流行が落ち着いて以降も、収録現場の負担軽減のため継続して分散収録が行われるようになった。

## 実写作品のアフレコ
実写作品において一般的に防音された屋内スタジオでの収録では台詞も同時録音し、屋外などの撮影で明瞭に台詞が収録されない場合にアフレコ（アテレコ）が行なわれることが多い。「身につけている衣装が雑音を出す」、「送風機などの機材を使用している」、「水などの雑音を出すセットが組まれている」などの場合は屋内でもアフレコが行われる。演技の質が下がることもあるといった理由から、イギリスの音響効果技師、ポール・マクファデンは「アフレコは最終手段であり、撮影時の録音を使うことが望ましい」としている。スローモーション時、代役（スタント）などのシーンでは、アフレコが必須となる場合もある。
監督や俳優の中にはアフレコを嫌っている者も多いとされる。
また、製作予算節減のためにアフレコを行うことがある。これは「現場で同録するためのスタッフや機材を配置できない」「台詞の演出上の言い回しを気にすることなく撮影のスピードアップをしたい」という事情があるからである。また、日本のピンク映画でも台詞だけアフレコしている作品が多いが、作品の性質以外に予算上の理由があるからである。
香港映画の場合1990年ごろまではアフレコが主流であった。これは香港映画の場合広東語の公開となるが、広東語映画として発表すると外国映画扱いとなって輸入関税が掛かったため、声優の職場確保、英語や広東語、北京語などの多言語収録を容易にするためにアフレコですべての音源を録音していた。

## 外国語の実写作品のアフレコ（吹き替え）
各国で外国語作品が母国語に翻訳され吹き替えられている。
吹替作品の場合は、翻訳家が台本を録音前に作成したものと、演技の参考として原版のビデオも、演技者に事前に渡される。
外国語作品の吹き替え収録現場では、演技者はイヤホンで原音を聞きつつ、スクリーンに映る外国人俳優の口の動きを見つめつつ、発声する。

## アニメ作品のアフレコ
アニメでは脚本とは別にアフレコ用の台本が作成され、アフレコ用映像と共に演者に渡される。
アニメの場合は事前に台本を渡されるものの、アフレコ時は無音の状態であり、映像も未完成であることが多い。声優は監督や音響監督から表現のニュアンスの指示を受けながら、完成品を想定した演技を行う。
スケジュールの厳しいアニメ制作現場では、編集作業よりも音まわりの作業（アフレコ・ダビング）が先行することが多い。この際、仕上げがされていない未完成の絵をタイムシートに合わせて組んだ仮の映像を用意する。この映像を「線撮（せんさつ）」と呼ぶ（専門に請け負うスタジオもある）。原画を使う場合は「原撮（げんさつ）」、動画の場合は「動撮（どうさつ）」、さらに前の段階の「コンテ撮」や「レイアウト撮」という場合もある。口パクは入っていないので、セリフのタイミングに合わせて役名のボールド（テロップ）が表示され、担当声優が声入れを行う。
線撮は本来は作業用映像なので視聴者の目に触れることはないが、ファンサービスとして二次利用されることもある。「本撮（ほんさつ）」と呼ばれる完成映像と比較しながらweb公開されたり、セルパッケージの特典映像に収録されたりする。
簡易撮影した素材すら無い場合は、真っ白な画面に色のついた線や動く口が表示され、そのタイミングで声優が台詞を喋る「白味線録音」、「白味線録り」、「妖怪口パク」と呼ばれる手法でアフレコが行われることもある。1991年の時点では、アニメ作品のアフレコの9割は白味線録りで行われており、キャラクターの表情や細かい動きがわからない状態で演技をせねばならず、声優にとって負担が大きいとされる。過去には絵が完成していないことを理由に声優が帰ってしまい、アフレコが中断になったこともあったとされる。アニメ作品のアフレコ現場で、絵の無い環境で役の外見のイメージと合わないと駄目だしをされた著名な俳優が、「イメージ通りにやらせたいなら絵を作って持って来い」と激怒したことがあると若山弦蔵は語っている。
声優の若山弦蔵は自身がアニメに出演しない理由として、白味線録音が嫌だったことを挙げている。
出来るはずのないことをやってしまうのが問題で、テレビ局は『声が入っていればいい』という感覚なんでしょうね。—若山弦蔵、週刊読売 、1991年4月7日号
島田敏は「画があればもっと良い作品に出来る」と悔しい思いを語り、野沢雅子は「綺麗な草原との台詞があってもそれが近くにあるのか広がっているのか分からない」と述べている。
声優やマネージャーなどからアフレコ時に絵が完成させることは再三要望されているとされる。若山弦蔵によれば他の声優とアニメの収録について話した際に絵が無い環境について不満を述べれば仕事が来なくなると答えられたと述べている。
アニメのアフレコ技術史
アニメ監督の谷口悟朗によると、1995年放送のテレビアニメ『新世紀エヴァンゲリオン』の辺りでアフレコマイクの品質が向上し、以前は甲高いか低いかでしか拾えなかったのが、高低の中間の音が拾えるようになったという。

## 宣伝目的のアフレコ
宣伝目的で有名芸能人を起用する場合、話題作りのためにスタジオに特設のセットが用意され、報道陣前でアフレコを行う。有名芸能人はアフレコに不慣れでやり直しを何度もするので、しばしばオンリー録りが選ばれる。オンリー録りの場合は先に録音した声優の芝居を聞きながらアフレコを行えるため、単独でも掛け合いの芝居が成立するとされる。